# Georg Paulus Imhoff
Georg Paulus Imhoff (Norimberga, 1º ottobre 1603 – Norimberga, 16 febbraio 1689) è stato un banchiere, mercante, politico e patrizio tedesco della dinastia degli Imhoff. Fu sindaco della città di Norimberga.

## Biografia
Figlio di Jeremias I Imhoff (1566–1632) e di sua moglie, Catharina Muffel, venne fin da giovane instradato alla mercatura ed alla morte del genitore poté assumere la direzione dell'azienda commerciale degli Imhoff, impegnata in scambi in Europa ed oltreoceano. Ebbe modo di studiare ad Altdorf ed a Strasburgo.
Dal 1634 Imhoff iniziò ad interessarsi attivamente anche alla politica della sua città natale di Norimberga, divenendo consigliere comunale e nel 1637 venne eletto sindaco, il più giovane mai eletto in quella carica in città. Dal 1675 divenne primo Losunger (controllore delle finanze) e dal 1676 in aggiunta venne nominato Reichsschultheiß (giudice imperiale), i due uffici più alti della città imperiale di Norimberga.